# Target Center

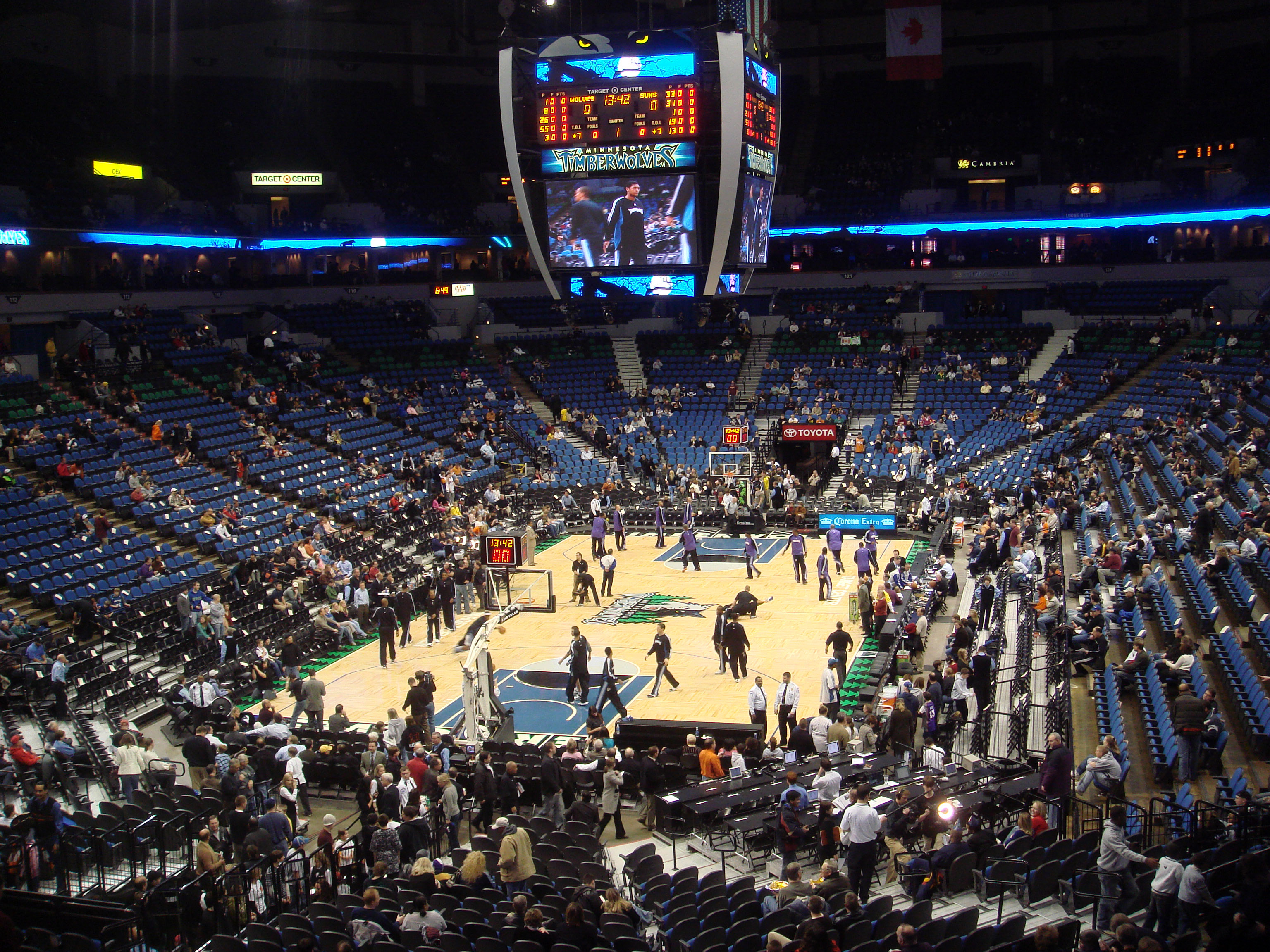
Minnesota Timberwolves (NBA), Target Center

Target Center – hala sportowa znajdująca się w Minneapolis w stanie Minnesota. Wykorzystywana przez zespoły ligi NBA (Minnesota Timberwolves), WNBA (Minnesota Lynx), a w 1996 roku przez klub piłkarski (Minnesota Fighting Pike).
Wybudowana w 1990 roku, kilkakrotnie była przebudowywana oraz zmieniali się jej właściciele. Obecny właściciel Target Center, Midwest Entertainment Group, jest nim od maja 2004 roku.
Pojemność hali na meczach NBA równa jest 20 500 miejsc, na meczach NHL i piłki nożnej 17 500. Koszt budowy hali w roku 1990 wyniósł 104 000 000$, jednak zwrócił się w bardzo szybkim tempie, szczególnie biorąc pod uwagę gwałtowny rozwój zainteresowania dyscyplinami sportowymi oraz ceny biletów, które mieszczą się w przedziale od 10 do 500$. Dużym wydarzeniem była też organizacja Meczu Gwiazd ligi NBA w 1994 roku, który odbył się właśnie w tej hali. Oprócz rozgrywek sportowych w hali odbywają się różnego rodzaju koncerty i wydarzenia muzyczne. W Target Center swoje koncerty grali m.in. Alicia Keys, Kanye West, Steve Miller Band czy Britney Spears. Częstym gościem bywał tu Prince, który był fanem lokalnego zespołu NBA.